# Carmodymyia ancylostomiae
Carmodymyia ancylostomiae är en tvåvingeart som beskrevs av Thompson 1968. Carmodymyia ancylostomiae ingår i släktet Carmodymyia och familjen parasitflugor. Inga underarter finns listade.